# 蛾鯔
蛾鯔為輻鰭魚綱鯔形目鯔科的其中一種，分布於中東太平洋的墨西哥海域，體長可達30公分，棲息在沿岸海域。

## 擴展閱讀
維基物種上的相關：蛾鯔